# Sphaerodorum
Sphaerodorum – rodzaj wieloszczetów z rzędu Phyllodocida i rodziny Sphaerodoridae. W zależności od definicji obejmuje 9–24 opisanych gatunków. Są to zwierzęta morskie, bentosowe, rozprzestrzenione kosmopolitycznie.

## Morfologia
Wieloszczety o ciele w zarysie długim i smukłym, na przedzie stępionym. Tak jak wśród całej rodziny oskórek jest gruby i pozbawiony kolagenu.
Głowowa część ciała zaopatrzona jest w siedem przydatków – parę osadzonych na brzusznej stronie prostomium głaszczków, parę osadzonych na grzbietowej stronie prostomium czułków bocznych, pojedynczy czułek środkowy oraz parę cirrusów mackowatych (okołogębowych). U czterech gatunków opisywano brak czułka środkowego lub czułków bocznych, jednak cechy te podawane są w wątpliwość. Wszystkie przydatki oprócz cirrusów mackowatych mają formę kulistą lub palcowatą. Ponadto na głowie występować mogą papille, w tym u jednego gatunku stwierdzono papille czułkowate, podobne przydatkom. Mogąca się wywracać na zewnątrz część gardzieli (ryjek) pozbawiona jest uzbrojenia. U części gatunków występują podnabłonkowe, połączone z mózgiem oczy, zwykle o kształcie półksiężycowatym i barwie od czerwonej do brązowej. Oczu tych może być para lub więcej par i często przesunięte są ku tyłowi ciała; mogą leżeć dopiero na drugim lub trzecim spośród segmentów szczecinkonośnych (chetigerów).
Na grzbietowej stronie każdego segmentu szczecinkonośnego (chetigeru) od drugiego wzwyż występuje para siedzących (bezszypułkowych), zwieńczonych papillami końcowymi guzków makroskopowych i para zaopatrzonych w papille kołnierzowe i końcowe guzków mikroskopowych. Guzki te tworzą wzdłuż grzbietu ciała cztery szeregi. Szereg guzków mikroskopowych jest równoległy do szeregu guzków makroskopowych i może być różnie od niego odległy (guzki obu szeregów mogą się nawet łączyć). Na chetigerze pierwszym często guzki makroskopowe mają mniejsze rozmiary, a mikroskopowych brak zupełnie. Oprócz tego na grzbietowych i brzusznych stronach segmentów ciała występują papille dodatkowe rozmieszczone w czterech lub pięciu rzędach poprzecznych. Na chetigerze pierwszym, a czasem także drugim i trzeci występować mogą duże, przysadziste, zakrzywione haki o nieznanej funkcji, będące przekształconymi szczecinkami. Parapodia są jednogałęziste, zaopatrzone w szczecinki proste, nibyzłożone lub złożone. Wyrastający na brzusznej stronie parapodium cirrus jest zwykle nieco od niego dłuższy (na przednich segmentach zwykle nieco krótszy) i najczęściej ma kształt butelkowaty z szerszą częścią nasadową i węższą odsiebną, rzadziej jest on palcowaty, a u jednego gatunku stwierdzono cirrusy stożkowate.

## Ekologia i występowanie
Zwierzęta morskie, bentosowe. Występują w wodach płytkich, na szelfach kontynentalnych, batialu i abisalu. Rozprzestrzenione są kosmopolitycznie. Znane są z wód oceanów Arktycznego, Atlantyckiego, Indyjskiego, Spokojnego i Antarktycznego.

## Taksonomia
Rodzaj ten wprowadził w 1843 roku Anders Sandøe Ørsted jako takson monotypowy z jednym gatunkiem, Sphaerodorum flavum, który to został później zsynonimizowany z opisanym przez Heinricha Rathkego w tym samym roku, lecz kilka miesięcy wcześniej Ephesia gracilis. Początkowo do rodzaju zaliczano tak formy o ciele długim, jak i krótkim. W 1883 Georg Marius Reinald Levinsen zawęził definicję rodzaju do form o długim ciele i dwóch podłużnych szeregach guzków makroskopowych z papillami końcowymi. W 1911 roku Pierre Fauvel zdiagnozował rodzaj jako mający więcej niż dwa szeregi takich guzków. W 1961 roku Jörgen Lützen zaliczył do rodzaju tylko formy o ciele długim, te o ciałach krótkich wydzielając do rodzaju Sphaerodoridium. W 1967 roku J.H. Day wprowadził inne diagnozy tych rodzajów, do Sphaerodorum zaliczając formy o szczecinkach prostych, a do Sphaerodoridium o szczecinkach złożonych. W 1963 roku Marian H. Pettibone zaliczył do rodzaju Sphaerodorum gatunki o długim ciele i prostych szczecinkach. Zawężenia definicji rodzaju do form o długim ciele z dwoma podłużnymi szeregami guzków mikroskopowych na grzbiecie, dwoma szeregami siedzących i zwieńczonych długimi papillami guzków makroskopowych na grzbiecie oraz z prostymi szczecinkami dokonał w 1974 roku Kristian Fauchald. Z takiej koncepcji rodzaju w 2021 roku wciąż korzystają autorzy World Polychaeta database, zaliczając doń 9 opisanych gatunków:
- Sphaerodorum antarctica (McIntosh, 1885)
- Sphaerodorum gracilis (Rathke, 1843)
- Sphaerodorum greeffi Giard in Fauvel, 1923
- Sphaerodorum indutum Fauchald, 1974
- Sphaerodorum olgae Moreira & Parapar, 2011
- Sphaerodorum ophiurophoretos Martin & Alva, 1988
- Sphaerodorum papillifer Moore, 1909
- Sphaerodorum recurvatum Fauchald, 1974
- Sphaerodorum vietnamense Fauchald, 1974

Jednakże w 2018 roku María Capa i współpracownicy opublikowali wyniki molekularnej analizy filogenetycznej Sphaerodoridae o długich ciałach, według których tak definiowany rodzaj Sphaerodorum jest taksonem parafiletycznym. Na podstawie tych wyników zsynonimizowali oni z rodzajem Sphaerodorum taksony Ephesiella i Ephesiopsis, czyniąc go jedynym rodzajem Sphaerodoridae o długim ciele i włączając doń 24 opisane gatunki:
- Sphaerodorum abyssorum Hansen, 1879
- Sphaerodorum antarctica (McIntosh, 1885)
- Sphaerodorum australiensis (Hartmann-Schröder, 1982)
- Sphaerodorum bipapillatum (Kudenov, 1987)
- Sphaerodorum brevicapitis Moore, 1909
- Sphaerodorum cantonei (Mòllica, 1994)
- Sphaerodorum flavum Ørsted, 1843
- Sphaerodorum gallardi (Fauchald, 1974)
- Sphaerodorum guayanae (Hartman & Fauchald, 1971)
- Sphaerodorum indutum Fauchald, 1974
- Sphaerodorum macrocirris (Hartman & Fauchald, 1971)
- Sphaerodorum mammiferum Fauchald, 1974
- Sphaerodorum mixtum (Hartman & Fauchald, 1971)
- Sphaerodorum muhlenhartdtae (Hartmann-Schröder & Rosenfeldt, 1988)
- Sphaerodorum oculatum (Imajima, 2003)
- Sphaerodorum olgae Moreira & Parapar, 2011
- Sphaerodorum ophiurophoretos Martín & Alvà, 1988
- Sphaerodorum pallidum (Fauchald, 1974)
- Sphaerodorum papillifer Moore, 1909
- Sphaerodorum phuketensis (Bakken, 2002)
- Sphaerodorum ramosae (Desbruyères, 1980)
- Sphaerodorum recurvatum (Fauchald, 1974)
- Sphaerodorum shivae (Rizzo, 2009)
- Sphaerodorum vietnamense (Fauchald, 1974)